# Antoni Szczepański
Antoni Szczepański (zm. po 1870 w Sząbruku koło Olsztyna) – polski działacz kulturalny na Warmii, założyciel biblioteki ludowej, rolnik.

## Życiorys
W 1846 zawarł związek małżeński z Elżbietą z Buynów, I voto Samulowską, wdową po Józefie Samulowskim; został wówczas gospodarzem w Sząbruku w powiecie olsztyńskim, a rodzinnie – ojczymem Andrzeja Samulowskiego, późniejszego księgarza, poety warmińskiego, działacza oświatowego. W lipcu 1863 Antoni Szczepański w imieniu chłopów warmińskich ogłosił na łamach pisma "Przyjaciel Ludu" list do Ignacego Łyskowskiego z prośbą o przesyłanie na Warmię polskich książek rolniczych. Zgromadzony w ten sposób księgozbiór stanowił pierwszą polską bibliotekę ludową na Warmii.